# Midsomer Murders
Midsomer Murders (no Brasil, Os Assassinatos de Midsomer; em Portugal, Crimes de Midsomer;) é uma série britânica de Drama Policial que foi exibido na ITV em 1997, baseado ao séries de livros Chief Inspector Barnaby por Caroline Graham.
Midsomer com gramados centenários, igrejas medievais e casinhas de contos de fadas, com certeza, um dos lugares mais perigosos do planeta. Nem em Bagdá morre tanta gente por semana quanto nas pequenas aldeias sob jurisdição do detetive Barnaby e de seu fiel escudeiro, o sargento Troy, ilhotas de paz paradoxalmente habitadas por toda a sorte de criminosos.

## Produção
As filmagens de Midsomer Murders começaram no primavera de 1996 e o primeiro episódio, "The Killings at Badger's Drift", foi transmitido no Reino Unido em 23 de março de 1997. Esse episódio inaugural foi o programa de drama único bem classificado de 1997, assistido por 13,5 milhões de espectadores.
O personagem de Nettles se aposentou no final de 2010, após a 13 Temporada série de oito episódios; seu último episódio foi "Fit for Murder". Neil Dudgeon o substituiu na 14 Temporada série, interpretando o primo de Tom Barnaby, o DCI John Barnaby,  que foi visto pela primeira vez em um episódio da série Temporada 13, "The Sword of Guillaume".

## Crítica
Cenário, personagens e até assassinatos são todos muito familiares para quem gosta de romances policiais ingleses: por piores que sejam os crimes, há sempre um viés de anedota atravessando os episódios, em geral mais próximos da comédia do que do drama. Midsomer murders deu tão certo que está em cartaz na ITV britânica desde 1997. Ao longo de suas 17 temporadas, o sargento Troy deu lugar a vários outros policiais e, em 2011, até o inspetor Barnaby pediu aposentadoria: John Nettles se cansou do personagem, depois de participar de mais de 80 episódios, e foi substituído por Neil Dudgeon, que faz um outro Barnaby, seu sobrinho John, que também trabalha na polícia.

## Transmissão
Nos Estados Unidos, a série foi exibida pela primeira vez pela A&E, que transmitiu "The Killings at Badger's Drift" em 28 de junho de 1998 e seguida pelos próximos quatro episódios da série 1998-1999.
Na Austrália, episódios e repetições iniciais são exibidos na rede nacional de televisão aberta ABC, com repetições também mostradas no canal Nine Network, 9Gem. A série foi originalmente exibida apenas na Nine Network. Exibições repetidas também são exibidas nos canais de assinatura BBC UKTV e 13th Street.